# 모르는 번호
〈모르는 번호〉는 대한민국의 음악 그룹 신치림의 곡이다. 이 곡은 신치림의 1집 여행에 수록되어 있다.